# Le Fresne (Marne)
Le Fresne é uma comuna francesa na região administrativa do Grande Leste, no departamento de Marne. Estende-se por uma área de 17.71 km², e possui 76 habitantes, segundo o censo de 2018, com uma densidade de 4.3 hab/km².